# Julian Huxley
Julian Sorell Huxley, född 22 juni 1887 i London, död 14 februari 1975 i London, var en brittisk biolog. Han var sonson till Thomas Henry Huxley och bror till författaren Aldous Huxley samt halvbror till nobelpristagaren Andrew Fielding Huxley. Han var en produktiv forskare inom zoologi, fysiologi och evolutionsbiologi. Till hans gärningar hör studier i jämförande embryologi, relativ tillväxt och grundarbete med Den moderna syntesen mellan Charles Darwins teori om naturligt urval och Gregor Mendels ärftlighetslagar. Förutom detta var han även en uppskattad populärskribent.
Huxley var utanför sitt forskningsverk även intresserad av sekulär humanism, bevarandet av arter (bland annat fågelskådning) samt vetenskapen som kulturell överbryggare, och deltog i grundandet av tre internationella organisationer inom dessa områden: IHEU, WWF och Unesco - åren 1947-49 var han generalsekreterare för Unesco. År 1959 blev han ordförande för British Eugenic Society och åren 1963 - 1970 var han ordförande i Storbritanniens humanistiska förbund, British Humanist Association.
Huxley hade funderat på människans förhållande till evolutionen redan under första världskriget. I en mängd skrifter och föreläsningar spred han sina tankar kring allt från planekonomi[källa behövs] till eugenik.[källa behövs] Hans tankar om människoförädling låg i tiden, men Huxley var varken rasist eller förespråkare av diktatur. Som en reaktion mot fascistiska och rasistiska strömningar på 1930-talet skrev han, tillsammans med Alfred Cort Haddon och Alexander Carr-Saunders, boken Vi Européer, vilken var en uppgörelse med vad Huxley i förordet kallade "En omfattande pseudovetenskap... för att rättfärdiga politiska ambitioner, ekonomiska mål, sociala spänningar och klassfördomar". Författarna föreslog att man helt skulle slopa begreppet ras och ersätta det med begreppet etnisk grupp. Huxley fortsatte arbetet mot rasism som generalsekreterare för Unesco. Bland annat var han en av initiativtagarna till dess fördömande av rasism, såsom det uttrycks i The Race Question från 1950.
Idéerna om tvångssterilisering fanns hos honom som ung, men den stora depressionen och nazismens framväxt på 1930-talet fick honom att ändra uppfattning. I ett berömt tal inför Eugenics Society 1936 underströk Huxley att kapitalism, nationalism och klasskillnader var förödande för den mänskliga genpoolen. Eugenik var bara möjlig, enligt Huxley, i ett socialistiskt samhälle med lika möjligheter för alla människor, en åsikt som han upprepade i boken The Uniqueness of man, 1941, med tillägget att om livsstandarden höjs för de lägre klasserna skulle födelsetalen sjunka per automatik.
Huxley har blivit mycket inflytelserik delvis på grund av flera begrepp som han myntade som fortfarande används. Dessa begrepp inkluderar etnisk grupp, klad, klinal variation, morf och transhumanism.

## Böcker av Julian Huxley
- Religion utan uppenbarelse (Religion without Revelation, 1927, omarbetad 1957, svensk översättning 1967)
- Problems of Relative Growth (1932)
- Vi Européer, översikt över de så kallade rasproblemen (We Europeans - A Survey Of 'Racial' Problems, 1936, svensk översättning 1937)
- Evolution - The Modern Synthesis (1942)
- Sovjet och Vetenskapen (Soviet Genetics and World Science, amerikansk titel Heredity East and West, 1949, svensk översättning 1951)
- New Bottles for New Wine (1957)
- Eugenics in evolutionary perspective (1962)
- Essays of a Humanist (1964)